# Лазарсфельд, Пол
Пол Ла́зарсфельд (Пауль Феликс Лазарсфельд, англ. Paul Felix Lazarsfeld; 13 февраля 1901, Вена, Австрия — 30 августа 1976, Ньюарк, штат Нью-Джерси, США) — американский социолог; одним из первых начал изучать массмедиа как отдельное явление и привнёс математические методы в общественные науки.
Сторонник деидеологизации науки. Наиболее известен своими методологическими теориями, в частности, полемикой с моделью «укола». Результаты его эмпирических исследований стали основой теории ограниченных эффектов. Ввёл понятия двухступенчатой коммуникации и лидера мнения.
Член Национальной академии наук США (1974).

## Биография
Родился в столице Австрии — Вене, в семье адвоката Роберта Лазарсфельда и психолога Софи Лазарсфельд (в девичестве Мунк), ученицы Альфреда Адлера. Учился в школе в Вене, которую окончил в 1919 году.
Являлся одним из лидеров молодёжного социалистического движения в Австрии, в частности, в 1918 году выступил соучредителем Свободного союза социалистических школьников (Freie Vereinigung sozialistischer Mittelschüler). Позднее вступил в Социал-демократическую партию Австрии. Первой публикацией, которую он издал в 23 года совместно с Людвигом Вагнером, был отчёт о деятельности детского летнего лагеря, построенного на социалистических принципах.
В 1924 году он защищает докторскую диссертацию по математике, в диссертации рассматриваются математические аспекты теории гравитации Эйнштейна. Некоторое время работает во Франции. Делегат Второго конгресса Социнтерна в Марселе (1925). В 1925 году вернулся в Вену и окончил Венский университет, факультет математики. С 1925 по 1929 год работал школьным учителем математики в Вене и изучал психологию в рамках Института психологии при Венском университете. Был близок к представителям Венского кружка.
В 1927 году основал частную организацию по исследованию экономической психологии («Борющаяся революция нуждается в экономике (Маркс), победившая революция нуждается в инженерах (Россия), проигравшая революция обращается к психологии (Вена)»), связанную с Венским университетом, и в течение ряда лет проводил социологические исследования. С 1929 по 1933 год — ассистент в Институте психологии Венского университета, где работал помощником Карла Бюлера (1879—1963) и Шарлотты Бюлер (1893—1974). С 1930 по 1933 год работал директором исследовательского центра в Вене.
В 1926 году женился на Мари Ягода, австро-британском психологе еврейского происхождения, 17 июля 1930 — родилась дочь Лота.
В 1933 году, получив от Фонда Рокфеллера стипендию, Лазарсфельд уехал в США, где остался жить, так как не мог вернуться в Австрию после нацистского переворота 1934 года (и аншлюса 1938 года). Развёлся с Мари и женился на своей коллеге Герт Херцог, с которой развёлся в 1936 году. В 1937 года возглавляет финансируемый Фондом Рокфеллера проект исследования радио в Принстонском университете (Radio Research Project). В США сотрудничает с представителями Франкфуртской школы в вопросах исследования влияния на общество СМИ. Через Макса Хоркхаймера начал переговоры о привлечении к проекту Теодора Адорно, который впоследствии становится руководителем «музыкальной составляющей» Принстонского исследования, однако в 1939 году сотрудничество с Адорно прерывается, поскольку при возобновлении Фондом Рокфеллера гранта на радиопроект в нём для исследований в области музыки места не находится.
В 1940 году радиопроект переезжает в Колумбийский университет, где он трансформируется в известное Бюро социальных исследований. С 1940 года Лазарсфельд был в течение последующих 35 лет профессором Колумбийского университета. После войны Лазарсфельд организовал Центр эмпирических социологических исследований в Осло (1948) и Институт высших исследований (в области социологии) в Вене. В 1948 году был назначен главой социологического отделения Колумбийского университета, а в 1962 году избран президентом Американской социологической ассоциации. С 1940 года профессор Колумбийского университета, в котором продолжал работать над исследовательскими проектами и книгами; одновременно работает профессором на Университет Питтсбурга, где разработал программы преподавания прикладной социологии.

## Научная деятельность
Основные интересы Лазарсфельда концентрировались на проблемах эмпирических социологических исследований. П. Лазарсфельд заложил основы «социологической» концепции электорального поведения, при котором акт голосования определяется принадлежностью избирателя к большим социальным группам. Пол Лазарсфельд и другие исследователи разработали модель двухуровневой коммуникации, согласно которой в любом обществе существуют восприимчивые к воздействию политической пропаганды «лидеры общественного мнения» (opinion leaders), распространяющие политическую информацию по каналам межличностного общения. Методика Пола Лазарсфельда получила значительное распространение и применяется вплоть до настоящего времени. В 1940—1950-х гг. Лазарсфельд вместе с Робертом Мертоном возглавил движение за преобразование американской социологии путём сочетания социологической теории с эмпирическими исследованиями.

## Основные работы
- «Математическое мышление в социальных науках» (1954)
- «Голосование» (в соавторстве с Б. Берелсон, У. Макфи) (1954)
- «Личное влияние» (1955)
- «Анализ латентной структуры» (1968)

### Переводы на русский язык

#### Монографии
- Лазарсфельд П. Ф., Берельсон Б., Год Х. Выбор народа: как избиратель принимает решение в президентской кампании = The people's choice: How the voter makes up his mind in a presidential campaign / пер. с англ. М. Ю. Завгородней и др. — Ульяновск: УлГУ, 2018. — 151 с. — ISBN 978-5-88866-747-7.
- Кац Э., Лазарсфельд П. Ф. Личное влияние. Роль людей в потоке массовой информации / пер. с англ. О. В. Орлеанского. — М.: Издательство редких книг, 2024. — 400 с. — ISBN 978-5-6051-4456-4.

#### Статьи
- Лазарсфельд Пол Ф. Измерение в социологии. В кн.: Американская социология: Перспективы, проблемы, методы.  – М.: Прогресс, 1972. – С. 134-149.
- Лазарсфельд П. Ф. Вводная часть ко второму изданию книги «Выбор народа: как избиратель принимает решение в президентской кампании» // Социологический журнал : журнал  / пер. с англ. М. Ю. Завгородней. — 2018. — Т. 24, № 4. — С. 154-176. — ISSN 1562-2495.